# Лента за лентою (фестиваль)
«Лента за лентою» — перший патріотичний фестиваль, започаткований у Львові 2010 року, громадською організацією «Етновир», з метою піднесення патріотичної свідомості, в першу чергу, молодого покоління, а також, збереження цінностей та пам'яті частини славетної історії Галичини.
Фестиваль є свого роду даниною пам'яті славетним героям — бійцям УПА, які боролися з загарбниками за Незалежну Україну.
Вперше фестиваль відбувся 12 вересня 2010 року у місті Львові в музеї народної архітектури та побуту «Шевченківському гаю».

## Історія
Окрім концертної програми на чолі з хедлайнерами — Тарасом Чубаєм з «Плачем Єремії» та Андрієм Середою з групою «Кому Вниз» — на фестивалі кожен охочий міг поспівати легендарні українські повстанські пісні у караоке, поспостерігати за реконструкцією справжнього бою між бійцями УПА та загоном НКВС, зустрітися та поспілкуватися з очевидцями та учасниками УПА.